# Колчин, Фёдор Павлович
Фёдор Па́влович Ко́лчин (24 февраля 1957, Москва — 8 апреля 2018) — советский эстонский лыжник-двоеборец, выступавший за сборную СССР по лыжному двоеборью в конце 1970-х — начале 1980-х годов. Победитель первенств всесоюзного и республиканского значения, участник зимних Олимпийских игр в Лейк-Плэсиде.

## Биография
Фёдор Колчин родился 24 февраля 1957 года в Москве в семье титулованных советских лыжников Павла Константиновича Колчина и Алевтины Павловны Колчиной (Леонтьевой). Ещё ребёнком был перевезён родителями на хутор недалеко от города Отепя Эстонской ССР, где воспитывался няней и впоследствии провёл практически всю дальнейшую жизнь.
Впервые встал на лыжи в возрасте полутора лет, однако, в отличие от родителей, предпочёл классическим лыжным гонкам двоеборье. Проходил подготовку в спортивных клубах «Динамо» из Отепя и Тарту. Окончил Тартуский университет, где обучался на факультете спортивной медицины.
Первого серьёзного успеха в лыжном двоеборье добился в сезоне 1977 года, когда стал чемпионом СССР и одержал победу на чемпионате мира среди юниоров.
Благодаря череде удачных выступлений удостоился права защищать честь страны на зимних Олимпийских играх 1980 года в Лейк-Плэсиде — набрал здесь в программе нормального трамплина 387,355 очков и с этим результатом расположился в итоговом протоколе на 15 строке.
После Олимпиады Колчин ещё в течение некоторого времени оставался действующим спортсменом и продолжал принимать участие в различных соревнованиях. Так, в 1981 году он был лучшим на первенстве Эстонской ССР и завоевал золото в командных прыжках чемпионата Советского Союза.
Завершив спортивную карьеру, работал тренером и водителем автомобиля скорой помощи в Тарту. Был дважды женат, некоторое время проживал с семьёй в Финляндии, но затем вернулся обратно в Отепя. В поздние годы также проявил себя как музыкант.
Умер 11 апреля 2018 года в возрасте 61 года.